# Zwerfenberg
Zwerfenberg är ett berg i Österrike.   Det ligger i distriktet Liezen och förbundslandet Steiermark, i den centrala delen av landet, 220 km sydväst om huvudstaden Wien. Toppen på Zwerfenberg är 2 452 meter över havet.
Terrängen runt Zwerfenberg är huvudsakligen bergig, men västerut är den kuperad. Närmaste större samhälle är Schladming, 13,1 km norr om Zwerfenberg. 
Trakten runt Zwerfenberg består i huvudsak av gräsmarker. Runt Zwerfenberg är det ganska glesbefolkat, med 21 invånare per kvadratkilometer.